# Unión Mundial de Deístas
La Unión Mundial de Deístas (OMD) es la organización más grande y antigua del mundo que promueve la religión natural del deísmo.

## Historia
La Unión Mundial de Deístas fue fundada en Charlottesville, Virginia el 10 de abril de 1993 por Robert Johnson. La WUD tiene su sede en los Estados Unidos con representantes en unos treinta países, produce podcasts, administra una biblioteca en línea y publica la revista Deism. El lema es "Dios nos dio la razón, no la religión". WUD tiene una publicación bimensual llamada Think!

## Miembros internacionales
- Unione Deísta Italiana
- Asociación Déiste de France
- Deísmo India
- Deísmo Brasil